# Король-динозавр
Король-динозавр (англ. King Dinosaur) — научно-фантастический фильм 1955 года.

## Сюжет
В 1960 году четверо астронавтов отправляются на планету Нова, которая неизвестным образом оказалась на околоземной орбите. Они обнаруживают, что эта планета чрезвычайно похожа на Землю. На планете герои встречают земных животных, таких как лемур и аллигатор. Но позже они обнаруживают, что на этой планете также обитают гигантские насекомые и вымершие на Земле мастодонты и динозавры. Главной опасностью для участников экспедиции становится огромная игуана — Король-динозавр. В конце концов герои выбираются с планеты, сбросив на неё атомную бомбу.

## Производство
Съёмки фильма, ставшего дебютом режиссёра Берта А. Гордона в кино, начались в сентябре 1954 года и заняли семь дней. Съёмочная камера и другое оборудование были взяты на прокат, а актёры работали с отсроченной выплатой вознаграждения.